# 佩爾唐角
65°6′S 63°2′W / 65.100°S 63.033°W
佩爾唐角（Pelletan Point），是南極洲的海岬，位於葛拉漢地的丹科海岸，最終在布里安灣以南注入弗蘭德雷斯灣，由讓-巴蒂斯特·夏古率領的法國探險隊繪入地圖，現時由南極條約體系管理。